# Vujadin Savić
Vujadin Savić (ur. 1 lipca 1990 w Belgradzie) – serbski piłkarz grający na pozycji środkowego obrońcy w Girondins Bordeaux. Juniorski i młodzieżowy reprezentant Serbii.

## Kariera klubowa
Vujadin Savić rozpoczynał piłkarską karierę w Crvenej Zvezdzie Belgrad. W 2007 roku został wypożyczony do FK Rad. W jego barwach zadebiutował 23 marca 2008 roku w derbowym meczu z FK Zemun Belgrad, w którym wyszedł w podstawowym składzie, a w 78. minucie został zmieniony przez Nemanję Obradovicia. Do końca sezonu wystąpił jeszcze w sześciu innych ligowych spotkaniach, w pięciu z nich jako gracz wyjściowej jedenastki. Został także ukarany jedną żółtą kartką, w pojedynku przeciwko FK Srem Sremska Mitrovica. Jego klub wywalczył po wygranych barażach awans do Super Ligi. Po raz pierwszy w najwyższej klasie rozgrywkowej w Serbii Savić zagrał w sierpniu 2008 roku przeciwko FK Čukarički Stankom, a w sezonie 2008/2009 regularnie pojawiał się na boisku. FK Rad uplasował się w tabeli na ósmej lokacie.
W 2009 roku Savić powrócił do Crvenej Zvezdy Belgrad. Zadebiutował w niej w spotkaniu kwalifikacji Ligi Europy, zaś później wystąpił jeszcze w dwóch innych meczach w europejskich pucharach. W rozgrywkach ligowych zaliczył 14. pojedynków, lecz pełnił głównie rolę rezerwowego, wchodząc na murawę w drugich połowach. W sezonie 2009/2010 zajął ze swwoim klubem drugą lokatę w tabeli. W 2010 roku przeszedł do Girondins Bordeaux. Był z niego wypożyczany do Dynama Drezno i Arminii Bielefeld. Następnie w 2015 najpierw trafił do Watfordu, a następnie do Sheriffa Tyraspol.
| Sezon   | Klub                     | Kraj     | Rozgrywki         | Mecze | Bramki | Rozgrywki Europy | Mecze | Bramki |
| ------- | ------------------------ | -------- | ----------------- | ----- | ------ | ---------------- | ----- | ------ |
| 2007/08 | Crvena Zvezda            | Serbia   | Super liga        | 0     | 0      | Liga Europy UEFA | 0     | 0      |
| 2007/08 | FK Rad (wyp.)            | Serbia   | Prva Liga         | 7     | 0      | -                | -     | -      |
| 2008/09 | FK Rad (wyp.)            | Francja  | Super liga        | 18    | 0      | -                | -     | -      |
| 2009/10 | Crvena Zvezda            | Serbia   | Super liga        | 14    | 0      | Liga Europy UEFA | 3     | 0      |
| 2010/11 | Girondins Bordeaux       | Francja  | Ligue 1           | 7     | 1      | -                | -     | -      |
| 2011/12 | Girondins Bordeaux       | Francja  | Ligue 1           | 1     | 0      | -                | -     | -      |
| 2011/12 | Dynamo Drezno (wyp.)     | Niemcy   | 2. Bundesliga     | 12    | 0      | -                | -     | -      |
| 2012/13 | Dynamo Drezno (wyp.)     | Niemcy   | 2. Bundesliga     | 21    | 0      | -                | -     | -      |
| 2013/14 | Girondins Bordeaux       | Francja  | Ligue 1           | 2     | 0      | -                | -     | -      |
| 2013/14 | Arminia Bielefeld (wyp.) | Niemcy   | 2. Bundesliga     | 6     | 0      | -                | -     | -      |
| 2014/15 | Watford                  | Anglia   | Championship      | 0     | 0      | -                | -     | -      |
| 2015/16 | Sheriff Tyraspol         | Mołdawia | Divizia Națională | 18    | 1      | -                | -     | -      |

Stan na: koniec sezonu 2015/2016

## Życie prywatne
Vujadin Savić jest synem Dušana Savicia. Jego ojciec również był piłkarzem i występował w reprezentacji Jugosławii, w której rozegrał 12. meczów i strzelił cztery gole.